# Markus Schön
Markus Schön (* 1971) ist ein deutscher Klarinettist.

## Leben
Markus Schön studierte Klarinette bei Eduard Brunner, Hans-Dietrich Klaus und Hans Deinzer. Zweimal wurde er in die Bundesauswahl Konzerte Junger Künstler aufgenommen. 1999 gewann er den Felix-Mendelssohn-Bartholdy-Preis der Deutschen Musikhochschulen.  
Markus Schön ist seit 2003 Soloklarinettist der Bayerischen Staatsoper und war als solcher regelmäßig Gast u. a. beim Scottish Chamber Orchestra, der Deutschen Kammerphilharmonie Bremen, beim Deutschen Symphonie Orchester Berlin, dem Symphonieorchester des Bayerischen Rundfunks und dem Concertgebouw Orkest Amsterdam. Seit 2005 widmet er sich dem Spiel auf historischen Klarinetten und ist in diesem Gebiet ein zunehmend gefragter Kammermusiker. Seit 2013 ist er Professor für Bläserkammermusik an der Kunstuniversität Graz. Von 2015 bis 2016 war er Professor für Klarinette an der Folkwang Universität der Künste in Essen.
| Personendaten    | Personendaten          |
| ---------------- | ---------------------- |
| NAME             | Schön, Markus          |
| KURZBESCHREIBUNG | deutscher Klarinettist |
| GEBURTSDATUM     | 1971                   |